# Королевские выборы в Речи Посполитой

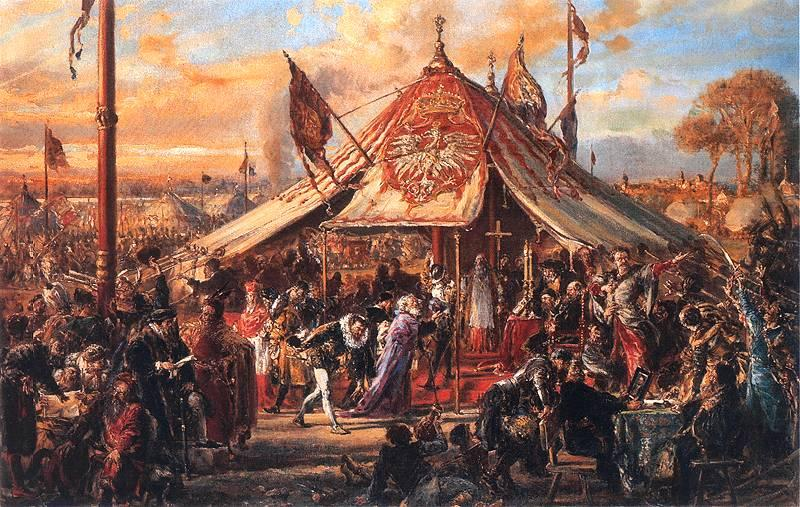
Ян Матейко. Могущество Речи Посполитой в зените. Золотая свобода. Элекция (1889).

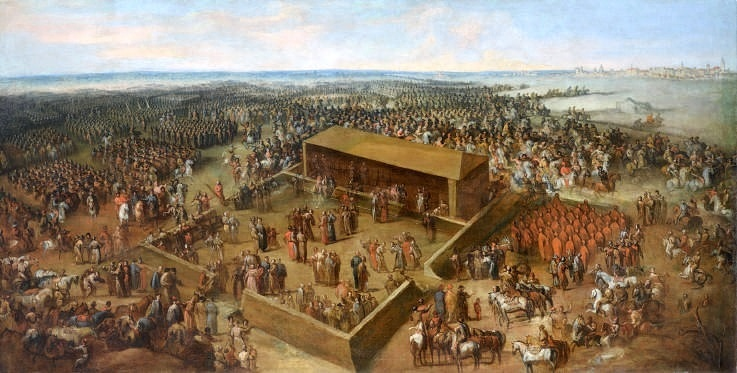
Избрание Августа II Сильного на картине Яна Петра Норблина (ок. 1790).

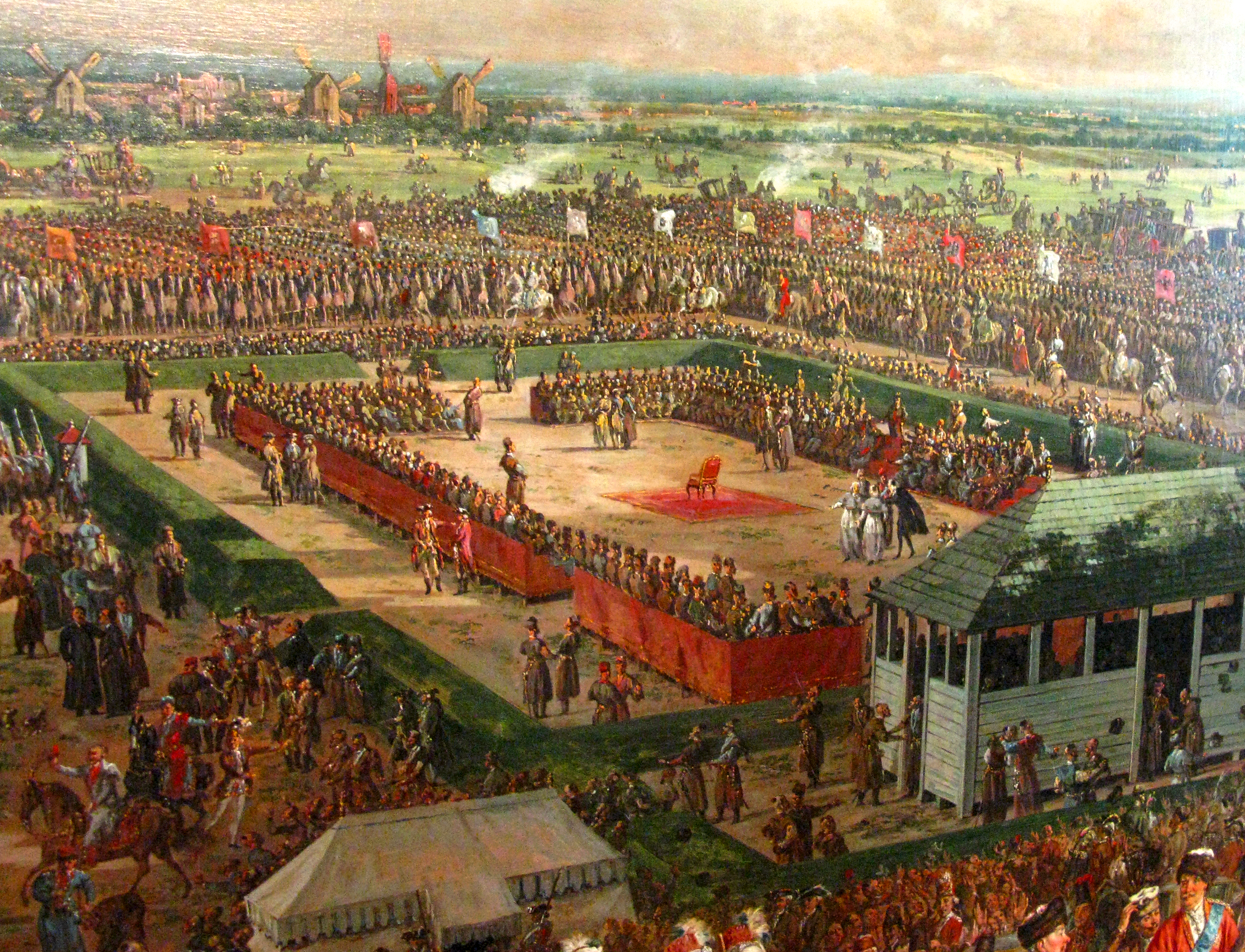
Фрагмент картины Бернардо Беллотто «Избрание Станислава Августа Понятовского».

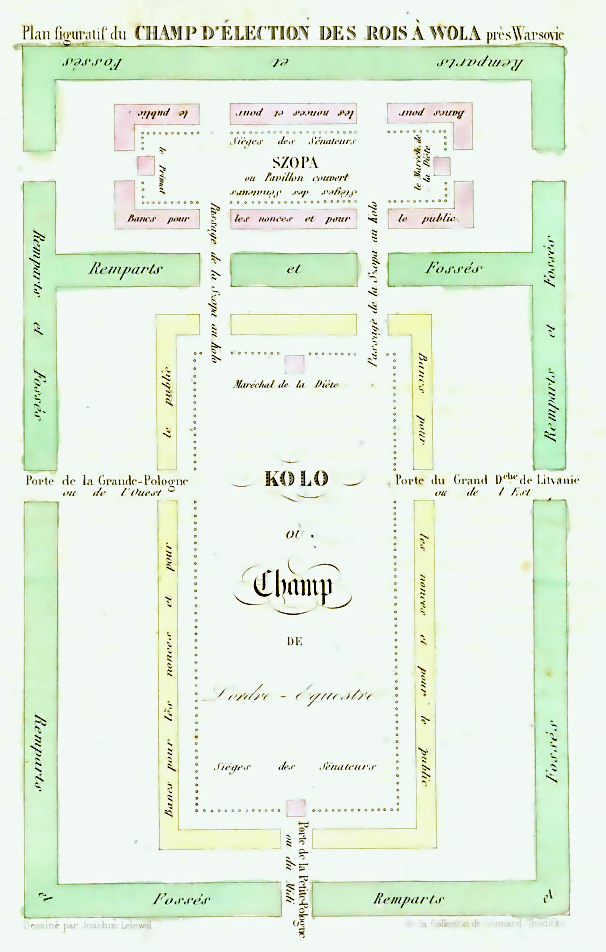
План избирательного поля на Воле (Варшава).

Королевские выборы в Речи Посполитой или Вольная элекция (пол. Wolna elekcja) — выборы на польский престол отдельного монарха, а не династии. Основываясь на традициях, относящихся к самому началу польской государственности, укрепившихся во времена династий Пястов и Ягеллонов, они достигли своей окончательной формы в период Речи Посполитой между 1572 и 1791 годами. «Вольная элекция» была отменена Конституцией 3 Май 1791 года, установившей конституционно-парламентскую монархию. В Речи Посполитой они проходили в форме посполитого рушения, шляхта голосовала по воеводствам в присутствии депутатов, подавших свои голоса в Сенат: избрание короля объявлялось маршалом Сейма и утверждалось примасом Польши. Сенаторы играли важнейшую роль в определении окончательных результатов королевских выборов.
Первые королевские выборы в Польше состоялись в 1573 году в деревне Камёнек под Варшавой, через год после смерти бездетного Сигизмунда II Августа, последнего представителя династии Ягеллонов. Позже было установлено постоянное место, где проходили выборы, — село Воля под Варшавой. Однако в 1733 году очередные выборы, в ходе которых королём был избран Август III Саксонский, состоялись на полях деревни Камёнек.
Польско-литовская монархия, выборная с 1572 года, приобрела характер наследственно-выборной монархии в период правления королей династии Васа.
С момента заключения Люблинской унии (1569), положившей начало федеративному государству Королевства Польского и Великого княжества Литовского, известному как Речь Посполитая, каждый вновь коронованный король Польши становился правителем Литвы по должности и никогда не возводился в Великое княжество Литовское.

## История
Первые задокументированные выборы на польский престол состоялись в 1386 году. Правителем тогдашнего польского государства был избран Владислав Ягелло. Король Сигизмунд I Старый издал два статута в 1530 и 1538 годах, которые установили институт виритимных выборов (пол. elekcja viritim; лат. electio viritim), требовавших личного участия всей знати в выборах короля. На выборы мог прийти любой желающий (unusquisque qui vellet), и выборы должны были быть свободными (electio Regis libera). Смерть последнего короля из династии Ягеллонов — Сигизмунда II Августа — 7 июля 1572 года открыла новый период в истории Речи Посполитой — в стране установилось бескоролевье.
Угасание династии Ягеллонов и связанный с этим династический кризис стали испытанием на прочность шляхетского государства. Высказывались опасения, что длительный период отсутствия монарха может негативно отразиться на всей Речи Посполитой и даже привести к её распаду. Хотя многие шляхтичи учитывали возможность угасания династии, устоявшихся методов выхода из такой ситуации не существовало. Однако бескоролевье стало реальностью. В этой ситуации шляхта пыталась решить проблему раз и навсегда. Идея заключалась не только в рассмотрении кандидатов на пост нового правителя, но и в определении способа его избрания, а также в создании механизмов, гарантирующих, что новый король не нарушит принципы «золотой свободы». Шляхте пришлось подготовить договор, благодаря которому она не утратила бы своих привилегий и в то же время получило бы некоторые дополнительные льготы. Речь шла также о защите достижений Речи Посполитой, таких как веротерпимость, а также обеспечении безопасности страны в случае произвола короля или необходимости ведения войны. В конце концов, несмотря на мелкие споры между дворянством, магнатами и духовенством, соглашение было найдено. Было решено, что до избрания следующего короля будут действовать следующие правила:
1. Лицом, осуществляющим верховную власть на время бескоролевья, будет примас Польши Якуб Уханьский (так называемый интеррекс),
2. Конфедерации дворянства возьмут на себя власть на местах (например, в воеводствах),
3. Религиозный мир в стране будет обеспечивать Варшавская конфедерация, принятая в начале 1573 года.

Но важнейшим результатом этого периода было соглашение между шляхтой о том, что король будет выбираться путём выборов, окончательная форма которых была установлена на созыве сейма в 1573 году. Выборы должны были быть всеобщими внутри дворянства (viritim, то есть «муж мужу»). Инициаторами идеи выборов в виритимной системе было малопольское дворянство, точнее: сандомирский воевода Петр Зборовский, краковский воевода Ян Фирлей и люблинский кастелян Станислав Слупецкий. В Сейме у них был «свой человек» — Ян Замойский (впоследствиистал великий коронный канцлер и гетман), который всеми силами пытался навязать эту избирательную систему. И это ему действительно удалось, благодаря поддержке этой идеи также духовенством, которое было обеспокоено большим количеством протестантов, заседавших в Сенате.
С тех пор выборы монарха стали называться вольной элекцией (свободными выборами) и в них мог участвовать каждый дворянин, а не, как прежде, только члены сейма.
Первые свободные выборы привлекли рекордное количество дворян (40—50 тысяч), но уже на следующие, состоявшиеся в 1575 году, явилось всего 12 000 человек (так, из Королевской Пруссии прибыли только 2 человека). На выборы 1668 года пешком пришло до 2000 мазуров — бедное мазовецкое дворянство не могло себе позволить лошадей, зато проживало недалеко от Варшавы.
Свободные выборы были системой, ослаблявшей власть короля, но одновременно стали поводом для ссор между голосующими воеводствами (споры по поводу кандидатов на престол), а главное, дали возможность иностранным династиям вмешиваться в дела Польско-Литовского государства. Дважды поднимался вопрос об избирательной реформы, в 1589 году и в 1661—1662 годах, но оба раза предложенные прокты были отвергнуты, хотя и по разным причинам[8].
На сейме 1589 года Ян Замойский представил «Modus choiceis regis», оригинальный проект избирательной реформы, не требовавшей абсолютного большинства для избрания короля. Он хотел отменить принцип виритима и заменить его двухэтапными выборами. Кандидаты на избирательном съезде должны были быть избраны большинством в 2/3 голосов; если этого не было достигнуто, решение о втором голосовании должно было быть принято абсолютным большинством («большим числом»). Каждое воеводство имело на выборах столько голосов, сколько в нём было повятов. Они избирают короля большинством в 3/4 голосов; когда такого большинства нет, антагонисты от двух крупнейших партий — проект фактически не предусматривал раскола более чем на 2 лагеря — избирают 3-х депутатов от сената и столько же от рыцарей, которые пытаются привести избирателей к единство; если эта выборка нарушена, решает «большая часть» при условии, что она включает голоса обеих стран. Проект провалился из-за недоразумений, возникших между Замойским и предстоятелем Карнковским по вопросам внешней политики.
Конституция 3 мая 1791 года закрепила принципы наследственной монархии. Предполагалось, что это лишит соперничающие европейские державы возможности влиять на исход выборов короля. В случае угасания королевской династии новую должен был выбрать «Народ». Король занимал трон «по благодати Божией и воле Народной», и «всякая власть его происходила от воли Народа». Институт pacta conventa был сохранён. После смерти Станислава II Августа польский трон должен был стать наследственным и перейти к Фридриху Августу I из рода Веттинов — именно ему принадлежали двое предшественников Понятовского. Но принятие конституции привело к войне с Российской империей и Тарговицкой конфедерацией, объединявшей выступавших против Конституции магнатов и безземельных дворян. В итоге король, ставший главным соавтором акта, потерпел поражение и капитулировал, а 23 ноября 1793 года Гродненский сейм аннулировал новую конституцию. Таким образом, Конституция 3 мая имела юридическую силу менее 19 месяцев. В 1795 году Польско-Литовская монархия была ликвидирована с разделом её земель между Российской империей, Пруссией и Австрией.

## Процедура
1. Начало безкоролевья — после смерти или отречения короля наступает междуцарствие и власть переходит к интеррексу, первому сенатору (pierwszy senator), примасу Польши и Литвы.
2. Конвокационный сейм — сразу после начала междуцарствия интеррекс обязан созвать сейм, называемый так, поскольку на нём подробно определялся pacta conventa, то есть обязательства, которые должен выполнить будущий король. На этом сейме также определялись дата и место созыва выборов. Сейм обычно длился около двух недель[10].
3. Элекционный сейм — то есть фактические выборы. Каждый шляхтич имел право присутствовать и голосовать на этом сейме. Точное количество участников никогда не фиксировалось, но, по оценкам, в нём в разные годы принимали участие от 10 000 до более 100 000 человек[10]. Обычно около 10—15 тысяч. Как правило, весь Выборный сейм должен был длиться шесть недель[10]. Местом проведения выборных сеймов служила деревня Воля под Варшавой. Кандидаты выражали желание стать королём лично или через своих представителей[10] (особенно иностранцев). После избрания правителя созывался коронационный сейм.
4. Коронационный сейм — проходил в древней польской столице Кракове, где традиционно проводилась церемония коронации (от этого обычая дважды отказывались в период вольных элекций). Церемонию обычно проводил примас Польши. Сейм длился около двух недель[10]. Во время сейма избранный король завершлал избирательные формальности и, среди прочего, приносил присягу: соблюдать Генриковы артикулы и согласованный pacta conventa. За этим следовала трёхдневная церемония коронации в Вавельском соборе.

## Список выборов
Ниже приведён список вольных элекций (королевских выборов) в Речи Посполитой. Всего в период с 1573 года и пока они не были отменены Четырёхлетним сеймом в 1791 году было проведено 11 королевских выборов.
| №    | Начало междуцарствия                                                | Элекционный сейм       | Основные претенденты на корону | Выборы короля    | Голоса | Wybrany władca                   | Прим. |
| ---- | ------------------------------------------------------------------- | ---------------------- | --- | ---------------- | ------ | -------------------------------- | --- |
| I    | 7 июля 1572 (смерть короля Сигизмунда Августа)                      | 5 апреля — 20 мая 1573 | - Эрнст Габсбург, эрцгерцог Австрийский - Юхан III Васа, король Швеции - Иван IV Грозный, царь Руси - Фёдор I Иванович, сын Ивана Грозного - Генрих III Валуа, герцог Орлеанский - Альфонсо II д’Эсте, герцог Феррары, Модены и Реджио - Вилем из Рожмберка, бургграф чешский - Ежи Язловецкий, великий и польный гетман - Ян Костка, воевода сандомирский - Вавжинец Слупский, городской судья в Быдгоще | 11 мая 1573      |        | Генрих III Валуа                 | Выборы прошли в селе Камёнек под Варшавой. |
| II   | 12 мая 1575 (Срок, отведённый Генриху Валуа на возвращение, истёк.) | с 8 ноября 1575        | - Максимилиан II Габсбург, император - Эрнст Габсбург, эрцгерцог Австрийский (2-й раз) - Фердинанд Габсбург, эрцгерцог Передней Австрии - Юхан III Васа, король Швеции (2-й раз) - Иван IV Грозный, царь Руси (2-й раз) - Фёдор I Иванович, сын Ивана Грозного (2-й раз) - Стефан Баторий, князь трансильванский - Альфонсо II д’Эсте, герцог Феррары, Модены и Реджио (2-й раз) - Ян Костка, воевода сандомирский (2-й раз) - Анджей Тенчинский, воевода белзский - Вилем из Рожмберка, бургграф чешский (2-й раз) | 12 декабря 1575  |        | Максимилиан II Габсбург          | Выбор был сделан без согласия большинства шляхты |
| II   | 12 мая 1575 (Срок, отведённый Генриху Валуа на возвращение, истёк.) | –                      | - Максимилиан II Габсбург, император - Эрнст Габсбург, эрцгерцог Австрийский (2-й раз) - Фердинанд Габсбург, эрцгерцог Передней Австрии - Юхан III Васа, король Швеции (2-й раз) - Иван IV Грозный, царь Руси (2-й раз) - Фёдор I Иванович, сын Ивана Грозного (2-й раз) - Стефан Баторий, князь трансильванский - Альфонсо II д’Эсте, герцог Феррары, Модены и Реджио (2-й раз) - Ян Костка, воевода сандомирский (2-й раз) - Анджей Тенчинский, воевода белзский - Вилем из Рожмберка, бургграф чешский (2-й раз) | 13 декабря 1575  |        | Анна Ягеллонка (королева Польши) | Избранная «королем Польши», она в конечном итоге была выдана замуж за Стефана Батория |
| II   | 12 мая 1575 (Срок, отведённый Генриху Валуа на возвращение, истёк.) | –                      | - Максимилиан II Габсбург, император - Эрнст Габсбург, эрцгерцог Австрийский (2-й раз) - Фердинанд Габсбург, эрцгерцог Передней Австрии - Юхан III Васа, король Швеции (2-й раз) - Иван IV Грозный, царь Руси (2-й раз) - Фёдор I Иванович, сын Ивана Грозного (2-й раз) - Стефан Баторий, князь трансильванский - Альфонсо II д’Эсте, герцог Феррары, Модены и Реджио (2-й раз) - Ян Костка, воевода сандомирский (2-й раз) - Анджей Тенчинский, воевода белзский - Вилем из Рожмберка, бургграф чешский (2-й раз) | 15 декабря 1575  |        | Стефан Баторий                   | Спор был решен в пользу Батори благодаря его быстрым действиям и опозданию императора. 6 апреля Баторий пересек границу Польши. 1 мая 1576 года епископ Куявский Станислав Карнковский обвенчал Анну Ягеллонку и Стефана Батория, а затем короновал молодую пару |
| III  | 12 декабря 1586 (смерть короля Стефана Батория)                     | с 30 июня 1587         | - Максимилиан III Габсбург эрцгерцог австрийский - Сигизмунд Васа, принц шведский - Фёдор I Иванович, царь Руси (2-й раз) - Фердинанд Габсбург, эрцгерцог Передней Австрии (2-й раз) - Маттиас Габсбург, герцог австрийский - Эрнст Габсбург, эрцгерцог Австрийский (2-й раз) | 19 августа 1587  |        | Сигизмунд III                    | 27 декабря 1587 года Сигизмунд III Ваза был коронован королем Польши. 24 января 1588 года Ян Замойский в битве при Бычине разгромил войска Максимилиана Габсбурга, опустошавшие польско-силезскую границу. В конечном итоге конфликт завершился сеймом умиротворения (с 6 марта по 23 апреля 1589 года), в ходе которого сторонники Габсбургов присягнули на верность королю Сигизмунду III |
| III  | 12 декабря 1586 (смерть короля Стефана Батория)                     | с 30 июня 1587         | - Максимилиан III Габсбург эрцгерцог австрийский - Сигизмунд Васа, принц шведский - Фёдор I Иванович, царь Руси (2-й раз) - Фердинанд Габсбург, эрцгерцог Передней Австрии (2-й раз) - Маттиас Габсбург, герцог австрийский - Эрнст Габсбург, эрцгерцог Австрийский (2-й раз) | 22 августа 1587  |        | Максимилиан III Габсбург         | 27 декабря 1587 года Сигизмунд III Ваза был коронован королем Польши. 24 января 1588 года Ян Замойский в битве при Бычине разгромил войска Максимилиана Габсбурга, опустошавшие польско-силезскую границу. В конечном итоге конфликт завершился сеймом умиротворения (с 6 марта по 23 апреля 1589 года), в ходе которого сторонники Габсбургов присягнули на верность королю Сигизмунду III |
| IV   | 30 kwietnia 1632 (смерть короля Сигизмунда III)                     | с 27 сентября 1632     | - Владислав Васа, королевич польский - Густав II Адольф, король шведский | 8 ноября 1632    | 3543   | Владислав IV Васа                | |
| V    | 20 мая 1648 (смерть короля Владислава IV Васа)                      | с 6 октября 1648       | - Жигмонд Ракоци, сын князя трансильванского - Ян II Казимир Васа, королевич польский - Кароль Фердинанд Васа, королевич польский | 20 ноября 1648   | 4352   | Ян II Казимир Васа               | |
| VI   | 16 сентября 1668 (Отречение короля Яна II Казимира)                 | с 2 мая 1669           | - Людовик II де Бурбон-Конде, принц Конде - Генрих III де Бурбон-Конде, сын Людовика - Филипп Вильгельм, пфальцграф Нойбурга - Карл V, герцог Лотарингии - Алексей I Романов, царь Руси - Алексей Алексеевич Романов, царевич русский - Фёдор Алексеевич Романов, царевич русский - Кристина Васа, бывшая королева шведская - Фридрих Вильгельм I, курфюрст Бранденбурга - Адиль Герай, хан крымский - Яков Стюарт, герцог Йоркский - Михаил Корибут Вишневецкий, польский магнат - Дмитрий Ежи Вишневецкий, польный гетман - Александр Януш Заславский-Острожский, ординат Острожский - Александр Поляновский - итальянский монах Барнабита | 19 июня 1669     | 11271  | Михаил Корибут Вишневецкий       | |
| VII  | 10 ноября 1673 (смерть короля Михаила Корибута)                     | с 20 апреля 1674       | - Людовик II де Бурбон-Конде, принц Конде (2-й раз) - Филипп Вильгельм, пфальцграф Нойбурга (2-й раз) - Карл V, герцог Лотарингии (2-й раз) - Ян Собеский, маршал, гетман польный и великий коронный - Георг Ольденбург, принц датский - Луи-Тома Савойский, граф де Суассон - Михай I Апафи, трансильванский князь | 21 мая 1674      | 3450   | Ян III Собеский                  | |
| VIII | 17 июня 1696 (смерть короля Яна III)                                | май 1697               | - Франсуа Людовик де Бурбон-Конти, герцог Конти - Карл III Филипп, граф Нойбурга - Фридрих Август Веттин, курфюрст Саксонии - Леопольд Людвиг, герцог лотарингский - Людвиг Вильгельм, маркграф Баден-Бадена - Якуб Людвик Собеский, королевич польский - Максимилиан II Эмануэль, Максимилиан II (курфюрст Баварии) - Ливио Одескальки, принц, племянник Папы Иннокентия XI | 27 июня 1697     |        | Франсуа Людовик де Бурбон-Конти  | Франсуа Людовик де Бурбон-Конти был избран большинством шляхты, остальные отдали голоса курфюрсту Саксонии. Двойные выборы закончились в результате энергичных действий саксонцев (быстрое вступление в Речь Посполитую, раннее обращение в католицизм, подкуп части шляхты) и неудачных действий французов (фиаско при высадки под Гданьском). |
| VIII | 17 июня 1696 (смерть короля Яна III)                                | май 1697               | - Франсуа Людовик де Бурбон-Конти, герцог Конти - Карл III Филипп, граф Нойбурга - Фридрих Август Веттин, курфюрст Саксонии - Леопольд Людвиг, герцог лотарингский - Людвиг Вильгельм, маркграф Баден-Бадена - Якуб Людвик Собеский, королевич польский - Максимилиан II Эмануэль, Максимилиан II (курфюрст Баварии) - Ливио Одескальки, принц, племянник Папы Иннокентия XI | 27 июня 1697     | 13 641 | Август II Веттин                 | Франсуа Людовик де Бурбон-Конти был избран большинством шляхты, остальные отдали голоса курфюрсту Саксонии. Двойные выборы закончились в результате энергичных действий саксонцев (быстрое вступление в Речь Посполитую, раннее обращение в католицизм, подкуп части шляхты) и неудачных действий французов (фиаско при высадки под Гданьском). |
| IX   | январь 1704 (свержение Августа II Варшавской конфедерацией)         | июль 1704              | - Станислав Лещинский, воевода познанский | 12 июль 1704     |        | Станислав Лещинский              | Выборы не были полностью законными, так как состоялись после свержения Августа II при участии шведских войск, оккупировавших польские земли во время Третьей Северной войны. В 1709 году Август II вернулся на престол. |
| X    | 1 февраля 1733 (смерть короля Августа II)                           | авгутс 1733            | - Август III, курфюрст саксонский - Мануэл де Браганса, инфант португальский - Станислав Лещинский, воевода познанский, бывший король | 12 сентября 1733 | 11697  | Станислав Лещинский              | Выборы Станислава Лещинского не были приняты частью шляхты и европейских стран. После выборов короля произошла саксонско-русская интервенция и незаконные выборы, в ходе которых 5 октября под охраной корпуса русского генерала Петра Ласси, Август III был провозглашен королем Польши в деревне Камёнек на Праге. Это привело к тому, что Франция объявила войну Австрии, стороннице курфюрста Саксонии. Война между коалициями Франции, Испании и Баварии и Австрии, России, Пруссии и Дании, получившая название Война за польское наследство (1733-1735), закончилась, среди прочего, отречением Лещинского. |
| X    | 1 февраля 1733 (смерть короля Августа II)                           |                        | - Август III, курфюрст саксонский - Мануэл де Браганса, инфант португальский - Станислав Лещинский, воевода познанский, бывший король | 5 октября 1733   | 906    | Август III                       | Выборы Станислава Лещинского не были приняты частью шляхты и европейских стран. После выборов короля произошла саксонско-русская интервенция и незаконные выборы, в ходе которых 5 октября под охраной корпуса русского генерала Петра Ласси, Август III был провозглашен королем Польши в деревне Камёнек на Праге. Это привело к тому, что Франция объявила войну Австрии, стороннице курфюрста Саксонии. Война между коалициями Франции, Испании и Баварии и Австрии, России, Пруссии и Дании, получившая название Война за польское наследство (1733-1735), закончилась, среди прочего, отречением Лещинского. |
| XI   | 5 октября 1763 (смерть короля Августа III)                          | сентябрь 1764          | - Фридрих Кристиан Веттин, курфюрст саксонский - Адам Казимир Чарторыйский, князь и магнат польский - Михаил Казимир Огинский, воевода виленский - Ян-Клеменс Браницкий, гетман великий коронный - Станислав Август Понятовский, столькни великий литовский | 12 сентября 1764 | 5320   | Станислав II Август              | Выборы проходили под контролем Российской Империи |

## Память

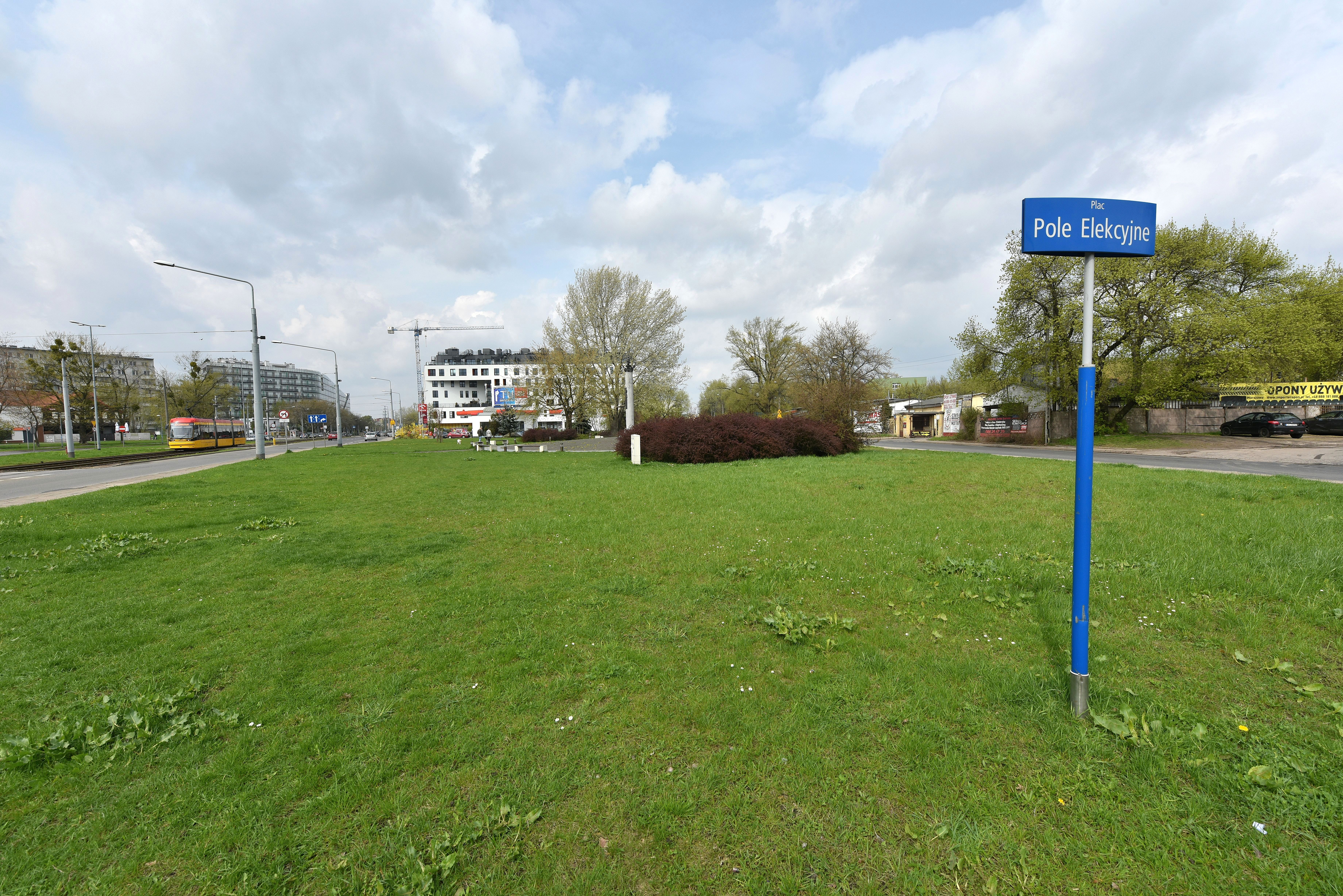
Памятник Electio Viritim на Избирательном поле на Воле.

- Выборы Генриха Валуа (1573) и Августа III (1733), проведённые в деревне Камёнек, увековечены мемориальной доской, установленной в 1996 году на фасаде Собора Победоносной Богоматери[18].
- На Избирательном поле на Воле в 1997 году установлен памятником Electio Viritim[19].
- В октябре 2010 года сквер, расположенный в районе ул. Обозова и Я. Остророга, где расположен памятник Electio Viritim, был назван Избирательным полем (пол. Pole Elekcyjne)[20].
- В 2012 году в память о выборах в селе Камёнек зелёная зона отдыха в одноимённом районе Варшаве (был создан на месте села) рядом с Выставочным каналом переименована в Kamionkowskie Elekcyjne Błonia[21].